# Rezerwat przyrody Dziki Ostrów

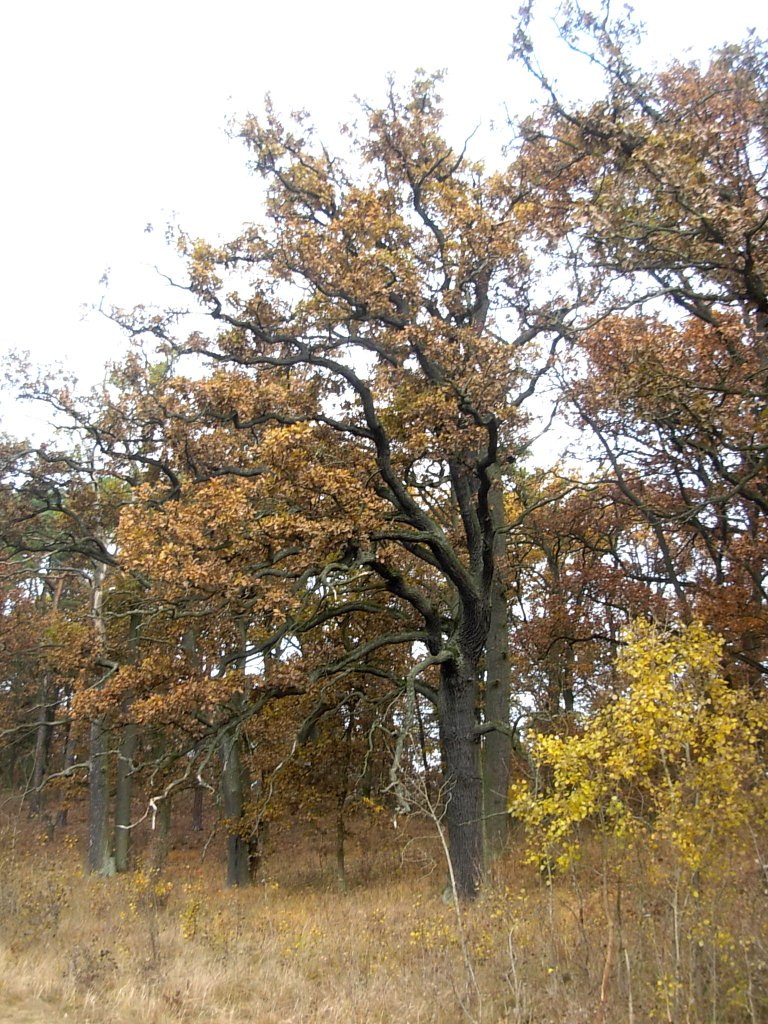
Stary dąb

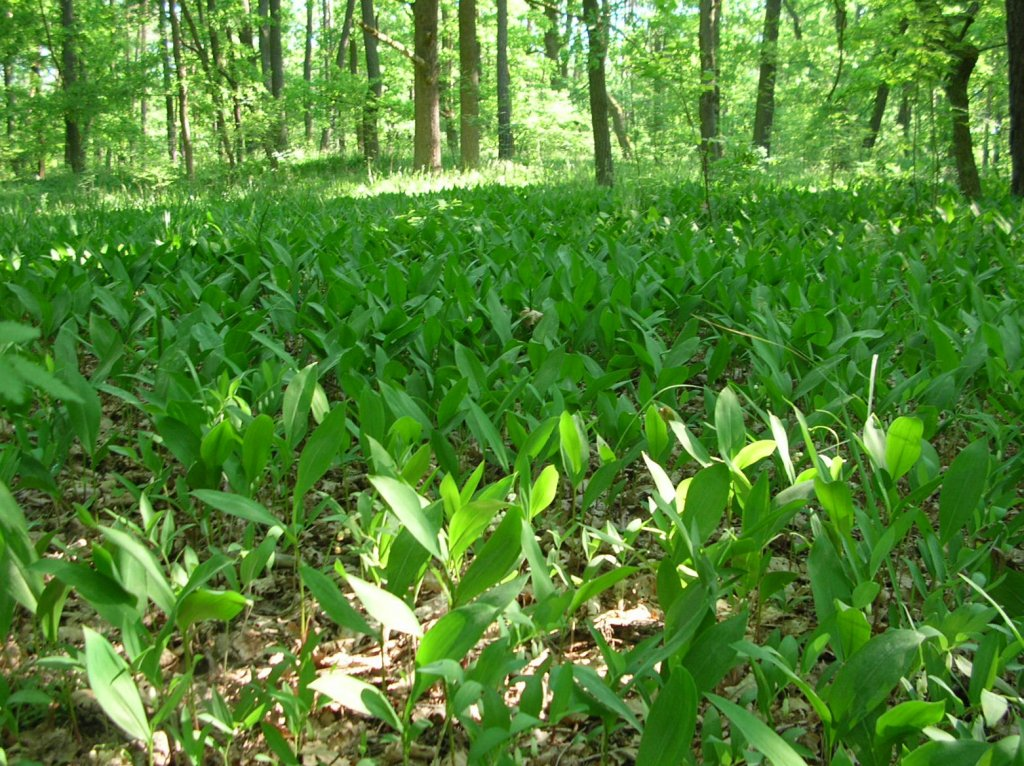
Runo leśne

Rezerwat przyrody Dziki Ostrów – rezerwat leśny o powierzchni 74,68 ha, położony w województwie kujawsko-pomorskim, powiecie bydgoskim i gminie Nowa Wieś Wielka.
Obszar rezerwatu podlega ochronie czynnej.

## Lokalizacja
Pod względem fizycznogeograficznym rezerwat znajduje się w mezoregionie Kotlina Toruńska, na ostrowie leśnym, wyniesionym ok. 5 m ponad otaczające łąki nadnoteckie.
Rezerwat znajduje się w północno-zachodniej części Obszaru Chronionego Krajobrazu Łąk Nadnoteckich, w obrębie leśnictwa Smolno.
Dziki Ostrów znajduje się na terenie położonym pomiędzy Brzozą Bydgoską a Kobylarnią, w zakolu Kanału Noteckiego i w pobliżu jeziora Jezuickiego. 
Najbardziej wygodne wejście do rezerwatu wiedzie drogą polną od wsi Brzoza, za mostkiem na Nowym Kanale Noteckim.

## Charakterystyka
Zasadniczym celem utworzenia rezerwatu była ochrona zespołu dąbrowy świetlistej ze starodrzewem dębu bezszypułkowego oraz z rzadkimi gatunkami roślin w runie. W zbiorowisku rośnie również kontynentalny bór mieszany oraz ols. Las ten położony jest na ostrowiu, o dobrych glebach i uregulowanych stosunkach wodnych. Jest to miejsce dość tajemnicze ze względu na występowanie nietypowej i rzadkiej dla tych okolic roślinności (żebrowiec górski Pluerospermum Austriacum i inne).
Wartością rezerwatu są nie tylko zbiorowiska dąbrów z bardzo rzadkimi gatunkami runa leśnego, ale także występujące w obniżeniach terenu fragmenty łęgów i olsów z dużym udziałem olszy czarnej.
Obszar rezerwatu charakteryzuje się dość urozmaiconą rzeźbą terenu. Tworzą ją pagórki wydmowe w postaci garbów lub wałów ułożonych w kierunku wschód-zachód, powstałe na skutek erozji i sedymentacji materiału polodowcowego, rozmytego przez płynące wody.

W 1971 roku Jadwiga Wilkoń-Michalska przedstawiając przyszły rezerwat, opisywała go następująco: 

”W miejscowości Brzoza, tuż nad Notecią, na tle torfiastych łąk nadnoteckich wznosi się kępa leśna, zwana Dzikim Ostrowem, w której obok bogatej kserotermicznej roślinności występują również dość rzadkie i chronione rośliny lasów liściastych. W świetlistej dąbrowie, zajmującej około 60% całego terenu, występuje najdalej na zachód wysunięte stanowisko pszczelnika wąskolistnego; poza tym rosną tutaj: sasanka łąkowa, dzwonek szczeciniasty i miodunka wąskolistna. W bardziej wilgotnych, niżej położonych miejscach rosną rzadkie gatunki storczyków, jak buławnik czerwony, listera jajowata, gnieźnik leśny oraz lilia złotogłów, kosaciec syberyjski i kilka innych, chronionych gatunków....”

Badania fitosocjologiczne i florystyczne prowadzone po 2000 r. potwierdziły występowanie niemal wszystkich osobliwości florystycznych w rezerwacie.

## Flora
Do najcenniejszych gatunków roślin rezerwatu należą: 
- lilia złotogłów ,
- kosaciec syberyjski ,
- rutewka orlikolistna,
- rutewka żółta,
- miodunka wąskolistna,
- pszczelnik wąskolistny (gatunek zagrożony),
- czosnek kątowy (gatunek zagrożony),
- podejźrzon księżycowy (gatunek rzadki),
- dzwonek szczeciniasty (gatunek rzadki),
- buławnik czerwony ,
- konwalia majowa (ochrona częściowa),
- goździk pyszny ,
- kruszczyk szerokolistny ,
- kruszyna pospolita (ochrona częściowa),
- turówka leśna ,
- listera jajowata ,
- widłak jałowcowaty ,
- widłak goździsty ,
- podkolan biały ,
- podkolan zielonawy ,
- paprotka zwyczajna (ochrona częściowa)

## Szlaki turystyczne
Przez Dziki Ostrów przebiega pieszy, znakowany  szlak turystyczny „Pałucki” Brzoza - Gąsawa 61 km.

## Galeria

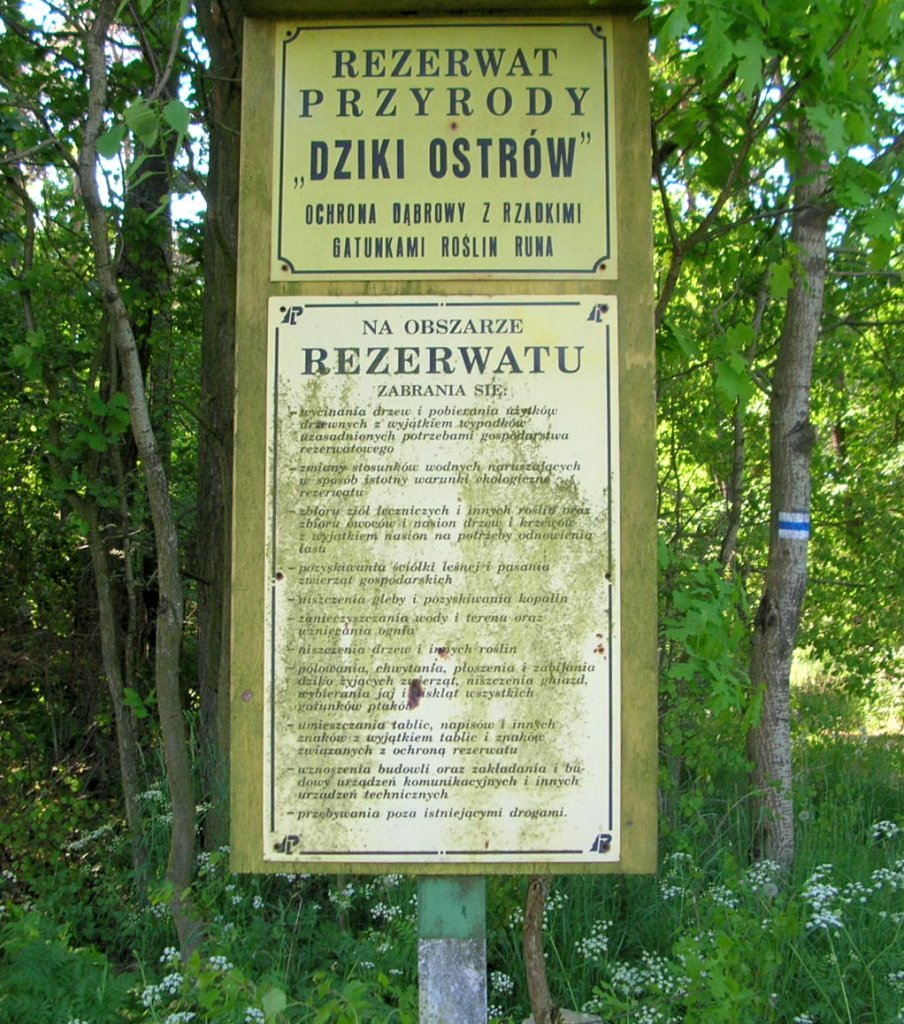
Tablica informacyjna
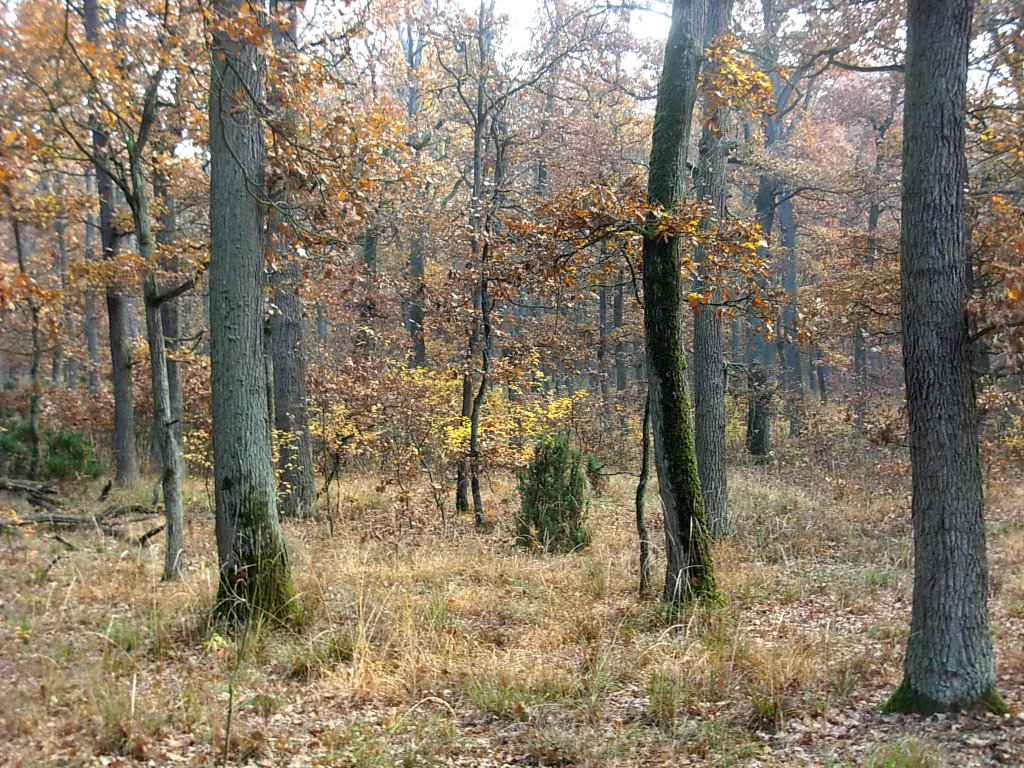
Jesień w rezerwacie
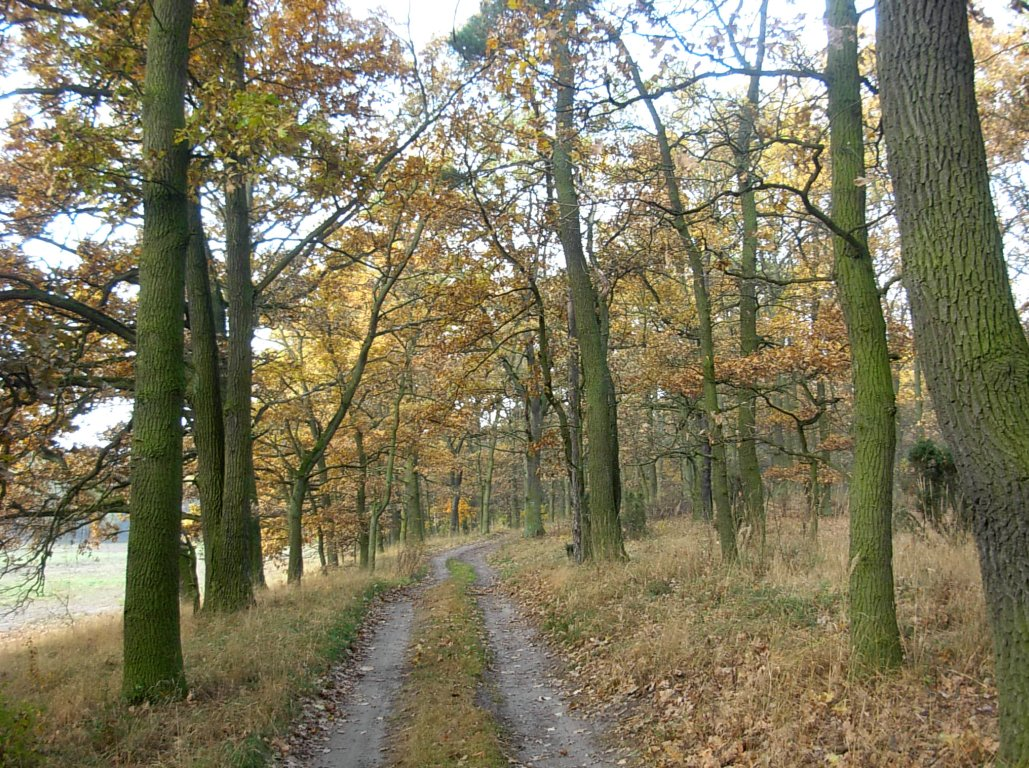
Droga leśna
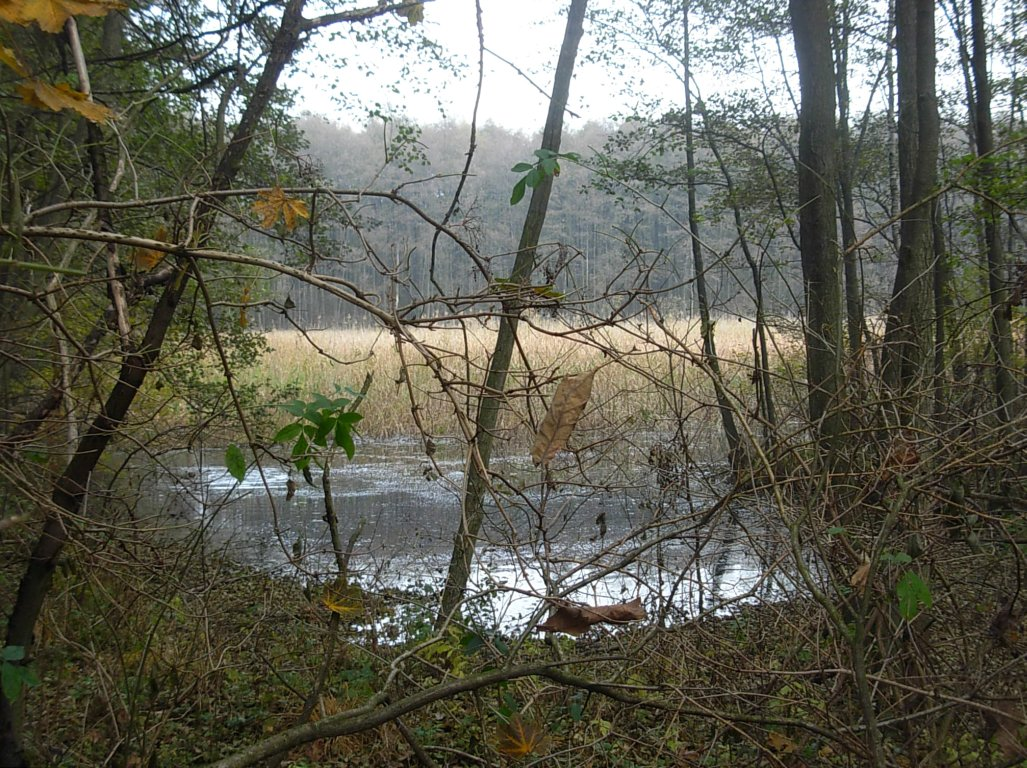
Teren podmokły
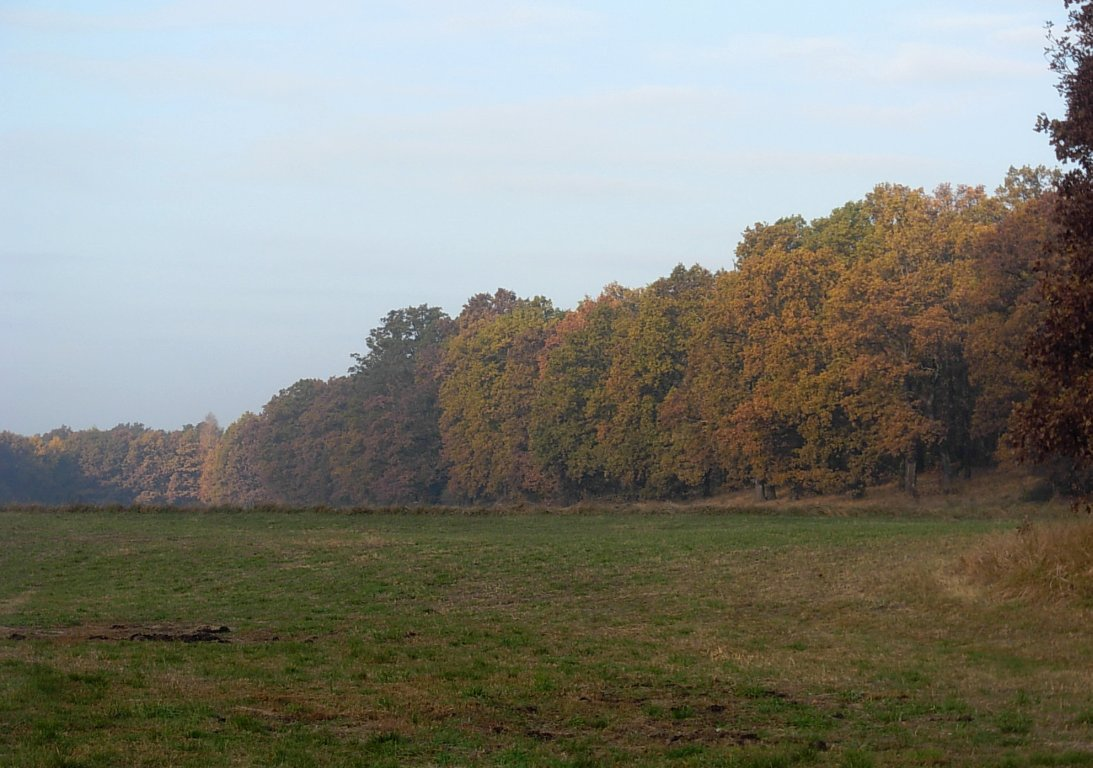
Widok od południa